# Rożiw
Rożiw (ukr. Рожів) – wieś na Ukrainie, w obwodzie kijowskim, w rejonie buczańskim, w hromadzie Makarów. Liczy 423 mieszkańców.